# Никишин, Михаил Дмитриевич
Михаи́л Дми́триевич Ники́шин (12 [25] октября 1907; деревня Воропино, Рязанская губерния — 29 декабря 1982; Москва) — Герой Советского Союза (1945), майор (24.08.1949), военный лётчик.

## Биография
Родился 12 (25) октября 1907 года в деревне Воропино Архангельской волости Егорьевского уезда Рязанской губернии. В 1917 году окончил 3 класса школы в селе Архангельское. Работал в сельском хозяйстве. С 1924 года жил в Москве. Работал плотником на стройках и цементно-известковом заводе. В 1933 году окончил 3 курса Московского строительно-конструкторского техникума.
В армии с июня 1933 года. В 1935 году окончил Энгельсскую военную авиационную школу лётчиков. С декабря 1935 года старшина М. Д. Никишин — в запасе.
В 1936—1938 — лётчик-инструктор Дмитровского аэроклуба, с 1938 года — лётчик управления строительства Северо-Печорской железной дороги (Республика Коми). Вновь в армии с сентября 1941 года.
Участник Великой Отечественной войны: с сентября 1941 года — лётчик 68-го района авиационного базирования, в сентябре 1942 — марте 1943 — лётчик-инструктор 16-го отдельного учебно-тренировочного авиационного полка (Волховский фронт). Совершил 214 вылетов на самолётах по специальным заданиям. В марте 1943 — мае 1945 — лётчик, заместитель командира и командир авиаэскадрильи 448-го штурмового авиационного полка (281-я штурмовая авиационная дивизия Волховский, 3-й Прибалтийский и Ленинградский фронты). Совершил более 87 боевых вылетов на штурмовике Ил-2 для нанесения ударов по живой силе и технике противника. Участвовал в обороне и снятии блокады Ленинграда, Новгородско-Лужской, Выборгской, Нарвской, Таллинской и Моонзундской операциях.
За мужество и героизм, проявленные в боях, Указом Президиума Верховного Совета СССР от 23 февраля 1945 года капитану Никишину Михаилу Дмитриевичу присвоено звание Героя Советского Союза с вручением ордена Ленина и медали «Золотая Звезда».
После войны продолжал командовать авиаэскадрильей в ВВС (в Ленинградском военном округе). С апреля 1946 года капитан М. Д. Никишин — в запасе.
В 1948 году окончил Школу высшей лётной подготовки ГВФ. До 1953 года работал пилотом и лётчиком-инспектором по технике пилотирования в авиации Дальлага, затем — экспедитором и инженером по транспорту в Московской конторе Норильского комбината.
Жил в Москве. Умер 29 декабря 1982 года. Похоронен на Кунцевском кладбище в Москве.

## Награды и звания

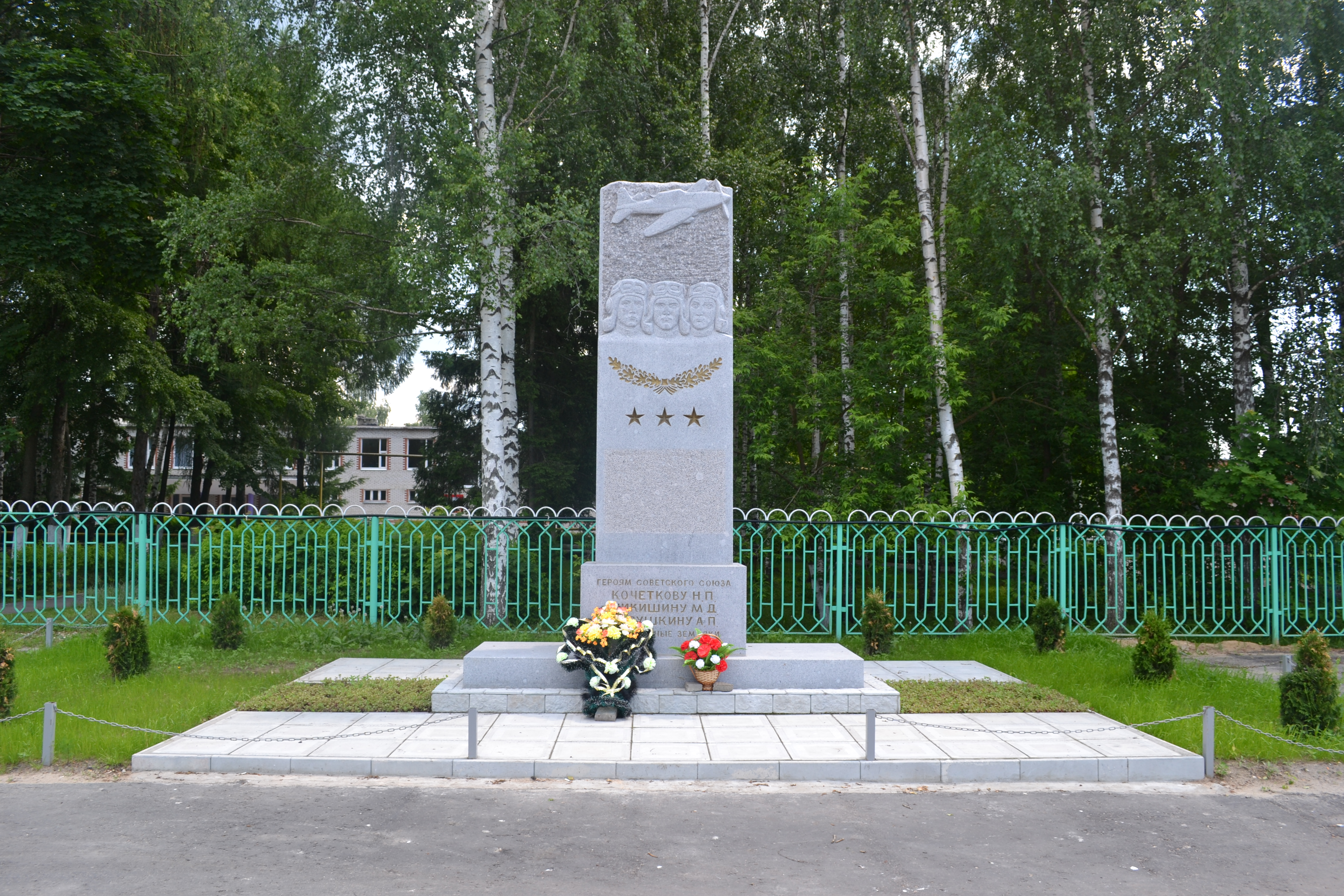
Памятник Героям Советского Союза Кочеткову Н. П., Никишину М. Д., Савушкину А. П. в Пышлицах.

- Герой Советского Союза (23.02.1945);
- орден Ленина (23.02.1945);
- два ордена Красного Знамени (30.08.1943; 25.07.1944);
- орден Отечественной войны 1-й степени (24.05.1944);
- орден Отечественной войны 2-й степени (17.06.1944);
- орден Красной Звезды (6.08.1949);
- медали.
- Почётный гражданин Шатурского района.

## Память
- В селе Пышлицы установлен памятник М. Д. Никишину.
- В городе Шатура установлена памятная доска М. Д. Никишину.